# Tala Huasi
Tala Huasi é uma comuna da província de Córdoba, na Argentina.